# 23016 Michaelroche
23016 Michaelroche (1999 VZ184) là một tiểu hành tinh vành đai chính được phát hiện ngày 15 tháng 11 năm 1999 bởi nhóm nghiên cứu tiểu hành tinh gần Trái Đất phòng thí nghiệm Lincoln ở Socorro.